# Rob Hubbard

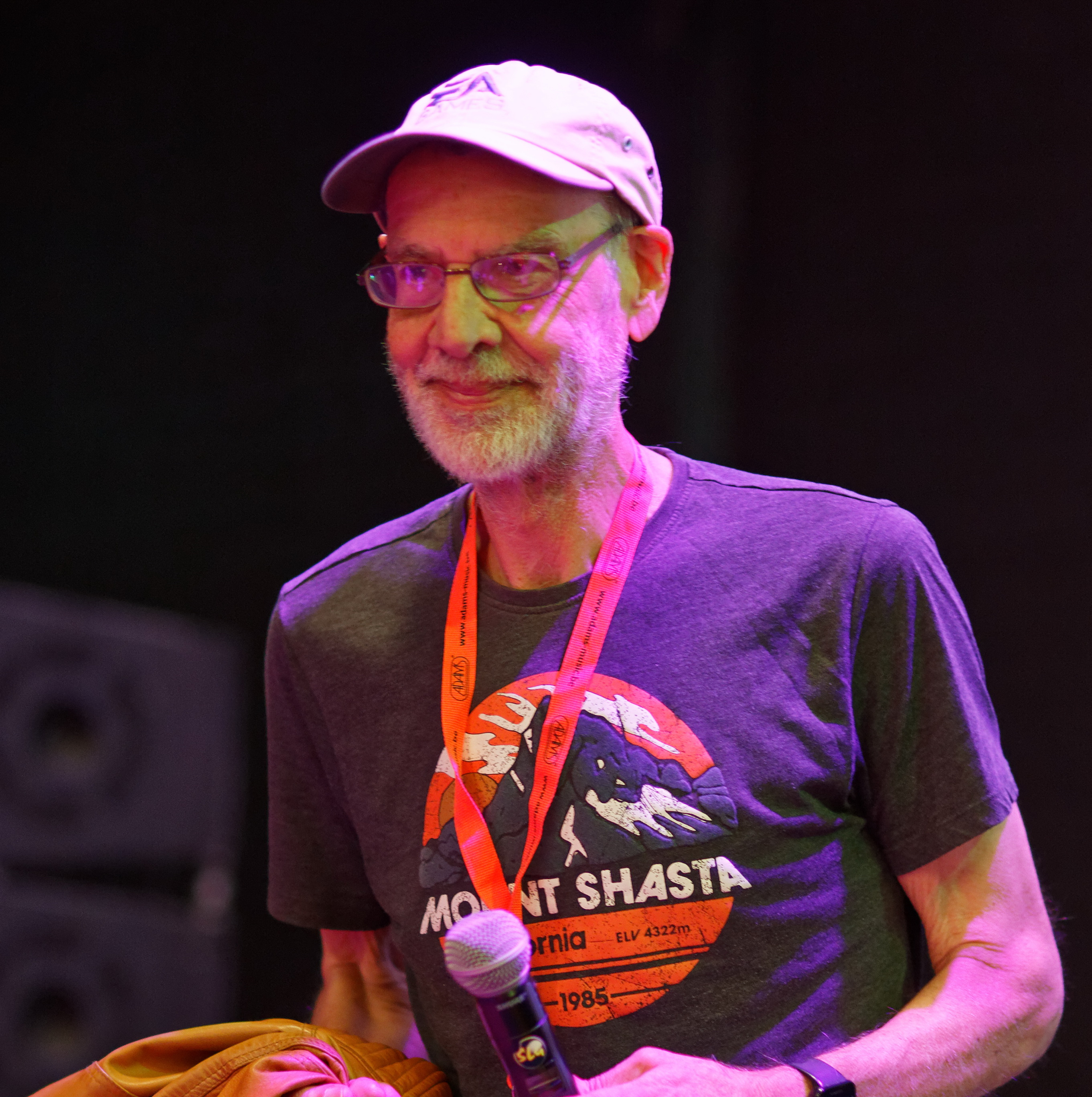
Rob Hubbard.

Rob Hubbard (nacido en 1956, en Kingston upon Hull, Inglaterra) es un músico conocido por su composición de temas musicales para juegos de computadora, especialmente microcomputadoras de los 80's como el Commodore 64. Su trabajo muestra el potencial del Commodore y su hardware de sonido, y proporciona muchos ejemplos de cómo la música apropiada puede mejorar la experiencia de juego.

## Inicios
A finales de los 70, antes de hacer bandas sonoras para juegos, fue un músico profesional de estudio. Decidió aprender BASIC y lenguaje de máquina para la Commodore 64.

## Gremlin Graphics
Escribió unas pocos demos y software educacional para aprender música, se acercó a Gremlin Graphics en 1985 con muestras de su trabajo, tratando de comercializar su software. Gremlin se interesó más en la música de su proyecto y se le pidió que crease la banda sonora para Thing on a Spring, un juego de plataformas.
Hubbard llegó a escribir o convertir temas para juegos como Monty on the Run, Crazy Comets, Master of Magic, IK y Commando . Algunas de sus más populares canciones incluyen también Thrust, Spellbound, Sanxion, Auf Wiedersehen Monty y Ricochet. El juego Knucklebusters incluye la canción más larga de Hubbard, de 17 minutos de duración.

## Electronic Arts y los Estados Unidos
Después de trabajar para diferentes compañías, en 1989 dejó Newcastle para trabajar en Electronic Arts en América como un compositor. Fue la primera persona en EA en dedicarse a música y sonido, haciendo desde programación de bajo nivel hasta composición. Se convirtió en director técnico de audio, un trabajo más administrativo, encargado de decidir que tecnologías usar en los juegos y cuales seguir desarrollando. Después de su periodo con el Commodore 64 escribió algunas bandas sonoras para juegos de PC y Sega Mega Drive. Una de las más famosas composiciones de su etapa C64 es la música que aparece en la secuencia de carga del juego Skate or Die, que incluye samples de guitarra eléctrica. La reproducción de los samples fue facilitada explotando una falla en el chip sintetizador de sonido SID: alterando el volumen de registro produciendo un click audible. La alteración de este registro miles de veces por segundo permite una cruda forma de reproducción del sample.

## Actividades recientes
Hubbard contribuyó recientemente con la remasterización de sus temas en el tributo al C64 de Chris Abbott Back in Time Live. Hubbard ha participada varias veces con la banda danesa de covers de C64 PRESS PLAY ON TAPE quienes han tomado muchas de sus primeras canciones haciendo versiones como una banda de rock. Hubbard también ha interpretado su vieja música en piano con el apoyo del violinista madfiddler.
En 2005, la música de International Karate fue interpretada en vivo por una orquesta completa en el Tercer Concierto Sinfónico de Música de Juegos en Leipzig, Alemania.
Hubbard abandonó EA en 2002 regresando a Inglaterra. Ha seguido tocando en una banda, y ha interpretado su música para juegos en concierto. Recientes trabajos de composición incluyen música para juegos de teléfono móvil. Su música original para SID puede ser encontrada en el álbum The High Voltage SID Collection que emula a los archivos SID sonando a veces un tanto diferente al auténtico sonido del chip.

## Composiciones
| - Commando (basado en el tema del respectivo juego de arcade) (Elite Systems, 1985) - Rasputin (Firebird, 1985) - BMX Kids (Firebird, 1985) - Monty on the Run (Gremlin Graphics, 1985) - Thing on a Spring (Gremlin Graphics, 1985) - Confuzion (Incentive Software, 1985) - Crazy Comets (Martech, 1985) - Master of Magic (inspirado en el álbum de Synergy Audion) (MAD/Mastertronic, 1985) - The Last V8 (Mastertronic, 1985) - Action Biker (Mastertronic, 1985) - Formula 1 Simulator (Mastertronic, 1985) - Hunter Patrol (Mastertronic, 1985) - One Man and His Droid (Mastertronic, 1985) - Battle of Britain (PSS, 1985) - Harvey Smith Snowjumping (Software Projects, 1985) - Up Up and Away (basada en una canción pop) (Starcade, 1985) - Deep Strike (Durell, 1986) - Bump Set Spike (Entertainment USA, 1986) - Ninja (Entertainment USA, 1986) - Chimera (Firebird, 1986) - Gerry the Germ (Firebird, 1986) - Proteus (Firebird, 1986) - Thrust (Firebird, 1986) - Warhawk (inspirada en el álbum de John Keating Space Experience) (Firebird, 1986) - Lightforce (FTL, 1986) - Geoff Capes Strongman Challenge (Martech, 1986) - Samantha Fox Strip Poker (Martech, 1986) - Tarzán (Martech, 1986) - W.A.R. (Martech, 1986) - Zoids (melodía del álbum de Synergy Audion) (Martech, 1986) - Flash Gordon (MAD/Mastertronic, 1986) - Spellbound (MAD/Mastertronic, 1986) - Hollywood or Bust (Mastertronic, 1986) - Human Race (Mastertronic, 1986) - Kentilla (Mastertronic, 1986) - Phantoms of the Asteroid (Mastertronic, 1986) - Video Poker (Mastertronic, 1986) - Knucklebusters (Melbourne House, 1986) - International Karate (basado en el tema Merry Christmas Mr. Lawrence - Ryuichi Sakamoto) (System 3, 1986) - Sanxion (Thalamus Ltd, 1986) - Jet Set Willy (Atari version) (Tynesoft, 1987) - ACE II (Cascade, 1987) - Saboteur II (Durell, 1987) - Sigma Seven (Durell, 1987) | - Thanatos (Durell, 1987) - Thundercats (Elite, 1987) - Arcade Classics (Firebird, 1987) - I-Ball (Firebird, 1987) - Shockway Rider (FTL, 1987) - Auf Wiedersehen Monty (con Ben Daglish) (Gremlin Graphics, 1987) - Chain Reaction (Kele-Line, 1987) - Mega Apocalypse (Martech, 1987) - Nemesis the Warlock (Martech, 1987) - Wiz (Melbourne House, 1987) - Bangkok Knights (System 3, 1987) - IK plus (International Karate plus) (System 3, 1987) - Dragons Lair Part II (Software Projects, 1987) - Star Paws (Software Projects, 1987) - Delta (inspirada en el álbum de Pink Floyd Dark Side of the Moon y la música de Philip Glass para Koyaanisqatsi) (Thalamus Ltd, 1987) - Trans Atlantic Balloon Challenge (Virgin, 1987) - Nineteen (Cascade, 1988) - Jordan vs. Bird: One on One (Electronic Arts, 1988) - Kings of the Beach (Electronic Arts, 1988) - One-on-One 2 (Electronic Arts, 1988) - Power Play Hockey (Electronic Arts, 1988) - Skate or Die! (Electronic Arts, 1988) - Pandora (PSI Soft Design/Firebird, 1988) - Ricochet (Firebird, 1988) - Budokan: The Martial Spirit (Electronic Arts, 1989) - Indianapolis 500: The Simulation (Electronic Arts, 1989) - Kings of the Beach (Electronic Arts, 1989) - Lakers vs. Celtics and the NBA Playoffs (Electronic Arts, 1989) - Populous (Electronic Arts, 1989) - Hard Nova (Electronic Arts, 1990) - Low Blow (Electronic Arts, 1990) - Ski or Die (Electronic Arts, 1990) - The Immortal (Electronic Arts,1990) - Road Rash (with Michael Bartlow) (Electronic Arts, 1991) - Desert Strike: Return to the Gulf (con Brian Schmidt) (Electronic Arts, 1991) - Road Rash 2 (con Don Veca y Tony Berkeley) (Electronic Arts, 1992) - The Lost Files of Sherlock Holmes: The Case of the Serrated Scalpel (Electronic Arts, 1992) - NHL Hockey '95 (Electronic Arts, 1994) - The Lost Files of Sherlock Holmes: The Case of the Rose Tattoo (Electronic Arts, 1996) - World War II Fighters (Electronic Arts, 1998) - X Squad (Electronic Arts, 2000) - Rumble Racing (Electronic Arts, 2001) |